# Comunitat de municipis del Pays d'Iroise
La Comunitat de municipis del Pays d'Iroise (CCPI) (en bretó Kumuniezh kumunioù Bro an Hirwazh) és una estructura intercomunal francesa, situada al département del Finisterre a la regió Bretanya. Té una extensió de 317,05 kilòmetres quadrats i una població de 43.267 habitants (2006).

## Història
Fou creada el 8 de desembre de 1992 i és la comunitat de municipis més antiga del departament del Finisterre. Fou creada a partir del SIVOM de la regió de Saint-Renan i té 11 municipis.
En 1994 s'hi adherí el municipi d'Île-Molène.
Després de la dissolució del SIVOM de Ploudalmézeau en 1997 els 8 municipis que el formaven (Brélès, Lampaul-Ploudalmézeau, Landunvez, Lanildut, Ploudalmézeau, Plourin, Porspoder i Tréouergat) s'uniren a la CCPI. També és una de les comunitats de municipis que ha signat la carta Ya d'ar brezhoneg.
Font : Web de la comunitat de municipis

## Composició
La comunitat de municipis és composta pels 20 municipis de l'extrem Nord-oest del Finisterre :
| - Brélès - Le Conquet - Guipronvel - Île-Molène - Lampaul-Plouarzel - Lampaul-Ploudalmézeau - Landunvez - Lanildut - Lanrivoaré - Locmaria-Plouzané | - Milizac - Plouarzel - Ploudalmézeau - Plougonvelin - Ploumoguer - Plourin - Porspoder - Saint-Renan - Trébabu - Tréouergat |

### Equip de govern de la comunitat de municipis
Composició en 2008 :
| President                                                              | André Talarmin    | Alcalde de Plouarzel           |                                                               |                   |                          |                                            |                        |                       |
| Premier Vicepresident encarregat de planificació territorial           | Bernard Foricher  | Alcalde de Saint-Renan         | Vicepresidenta encarregada de l'acció social i socioeconòmica | Marguerite Lamour | Alcalde de Ploudalmézeau | Vicepresidenta encarregada de les finances | Annick Cariou-Le Moine | Alcalde de Guipronvel |
| Vicepresident encarregat de medi ambient                               | Guy Colin         | Alcalde de Brélès              |                                                               |                   |                          |                                            |                        |                       |
| Vicepresidenta encarregada de cultura i turisme                        | Viviane Godebert  | Alcalde de Locmaria-Plouzané   |                                                               |                   |                          |                                            |                        |                       |
| Vicepresident encarregat d'economia i desenvolupament                  | Xavier Jean       | Alcalde de Le Conquet          |                                                               |                   |                          |                                            |                        |                       |
| Vicepresident encarregat de nautisme                                   | Jean-Noël Briant  | Adjoint au Alcalde de Lanildut |                                                               |                   |                          |                                            |                        |                       |
| Vicepresident encarregat del Pla local d'habitatge i noves tecnologies | Antoine Corolleur | Alcalde de Plourin             |                                                               |                   |                          |                                            |                        |                       |